# ルッサーの法則
ルッサーの法則（ルッサーのほうそく、英語：Lusser's law）システム工学の分野において、信頼性を予測する法則である。法則の名前はロベルト・ルッサーに由来し、ルッサーの製品の法則または一連のコンポーネントの製造確率の法則としても知られている。ルッサーの法則が示しているのは、一連のシステムの信頼性は、それを構成しているサブシステムの故障モードが統計的に独立である場合、それぞれのサブシステムの信頼性の積に等しい、ということである。たとえば、n個のコンポーネントからなる一連のシステムの場合、この法則は以下のように表される。
{\displaystyle R_{s}=\prod _{i=1}^{N}r_{i}=r_{1}\times r_{2}\times r_{3}\times ...\times r_{n}}
ここで、Rsはシステム全体の信頼性、rnはn番目のコンポーネントの信頼性である。
ルッサーの法則は、一連のシステムは「最もリンクが弱い部分よりも弱い」として表現されてきた。一連のコンポーネントからなる製品の信頼性は、最も信頼性が低いコンポーネントよりも低くなるためである。
たとえば、信頼性が異なる2つのコンポーネントからなる一連のシステムについて考えてみよう。一方のコンポーネントの信頼性は0.95、他方は0.8とする。この場合、ルッサーの法則によれば、信頼性は次のように求められる。
{\displaystyle R_{s}=0.95\times 0.8=0.76}
この値は、低い方のコンポーネントの信頼性よりも低い値となっている。